# Faculté des lettres de Sorbonne Université
Ne doit pas être confondu avec Université Paris-Sorbonne ou Faculté des lettres de Paris.
 (mars 2022).
La Faculté des lettres de Sorbonne Université est la continuation de l'ancienne université Paris-Sorbonne (Paris-IV). Depuis 2018, elle est un regroupement de composantes de Sorbonne Université.
La Faculté des lettres compte environ 25 000 étudiants et délivre 92 diplômes différents dans les domaines des arts, des langues, des lettres, des sciences humaines et sociales, des sciences de l'information et communication avec le CELSA et de l'enseignement, éducation et formation avec l'INSPÉ. Son siège est implanté dans le bâtiment historique de la Sorbonne au 1, rue Victor-Cousin dans le 5e arrondissement de Paris.
Elle est l'une des quatre facultés d'arts et de lettres de Paris encore en exercice ayant succédé à la faculté des lettres de Paris, avec les facultés et UFR des universités Panthéon-Sorbonne (Paris-I), Sorbonne Nouvelle (Paris-III) et Université Paris-Cité (Paris-V, Paris-VII). Son budget est de 4,1 millions d'euros en 2021.

## Histoire
Les universités Paris-Sorbonne (anciennement Paris-IV) et Pierre-et-Marie-Curie (anciennement Paris-VI) fusionnent le 1er janvier 2018 pour créer un établissement du nom de Sorbonne Université,. Les unités de formation et de recherche (UFR) de l'université Paris-Sorbonne sont regroupées au sein de la nouvelle Faculté des lettres. 

## Organisation
La Faculté compte 12 sites à Paris et à Neuilly. Elle regroupe plus de 20 000 étudiants et étudiantes, et comporte 7 écoles doctorales et 2 écoles internes.
| CNU | Discipline | MC  | PU  | Total EC |      |
| 7   | Sciences du langage : linguistique et phonétique générales                                                          | 12  | 12  | 24       | 4 %  |
| 8   | Langues et littératures anciennes                                                                                   | 23  | 12  | 35       | 6 %  |
| 9   | Langue et littérature françaises                                                                                    | 51  | 31  | 82       | 14 % |
| 10  | Littératures comparées                                                                                              | 6   | 5   | 11       | 2 %  |
| 11  | Langues et littératures anglaises et anglo-saxonnes                                                                 | 48  | 17  | 65       | 11 % |
| 12  | Langues et littératures germaniques et scandinaves                                                                  | 31  | 11  | 42       | 7 %  |
| 13  | Langues et littératures slaves                                                                                      | 16  | 7   | 23       | 4 %  |
| 14  | Langues et littératures romanes : espagnol, italien, portugais, autres langues romanes                              | 38  | 16  | 54       | 9 %  |
| 15  | Langues, littératures et cultures africaines, asiatiques et d'autres aires linguistiques                            | 4   | 1   | 5        | 1 %  |
| 15  | Langues et littératures arabes, chinoises, japonaises, hébraïques, d'autres domaines linguistiques                  | 1   | 1   | 2        | 0 %  |
| 16  | Psychologie et Ergonomie                                                                                            | 2   | 0   | 2        | 0 %  |
| 17  | Philosophie | 20  | 14  | 34       | 6 %  |
| 18  | Architecture et Arts : plastiques, du spectacle, musique, musicologie, esthétique, sciences de l'art                | 14  | 10  | 24       | 4 %  |
| 19  | Sociologie, démographie                                                                                             | 9   | 3   | 12       | 2 %  |
| 20  | Anthropologie biologique, ethnologie, préhistoire                                                                   | 0   | 1   | 1        | 0 %  |
| 21  | Histoire et civilisations : histoire et archéologie des mondes anciens et des mondes médiévaux ; de l'art           | 32  | 22  | 54       | 9 %  |
| 22  | Histoire et civilisations : histoire des mondes modernes, histoire du monde contemporain ; de l'art ; de la musique | 38  | 24  | 62       | 10 % |
| 23  | Géographie physique, humaine, économique et régionale                                                               | 14  | 13  | 27       | 5 %  |
| 24  | Aménagement de l'espace, urbanisme                                                                                  | 2   | 3   | 5        | 1 %  |
| 70  | Sciences de l'éducation                                                                                             | 4   | 0   | 4        | 1 %  |
| 71  | Sciences de l'information et de la communication                                                                    | 15  | 7   | 22       | 4 %  |
| 72  | Épistémologie, histoire des sciences et des techniques                                                              | 3   | 2   | 5        | 1 %  |
|     | Total Lettres et sciences                                                                                           | 383 | 212 | 595      |      |

## Campus

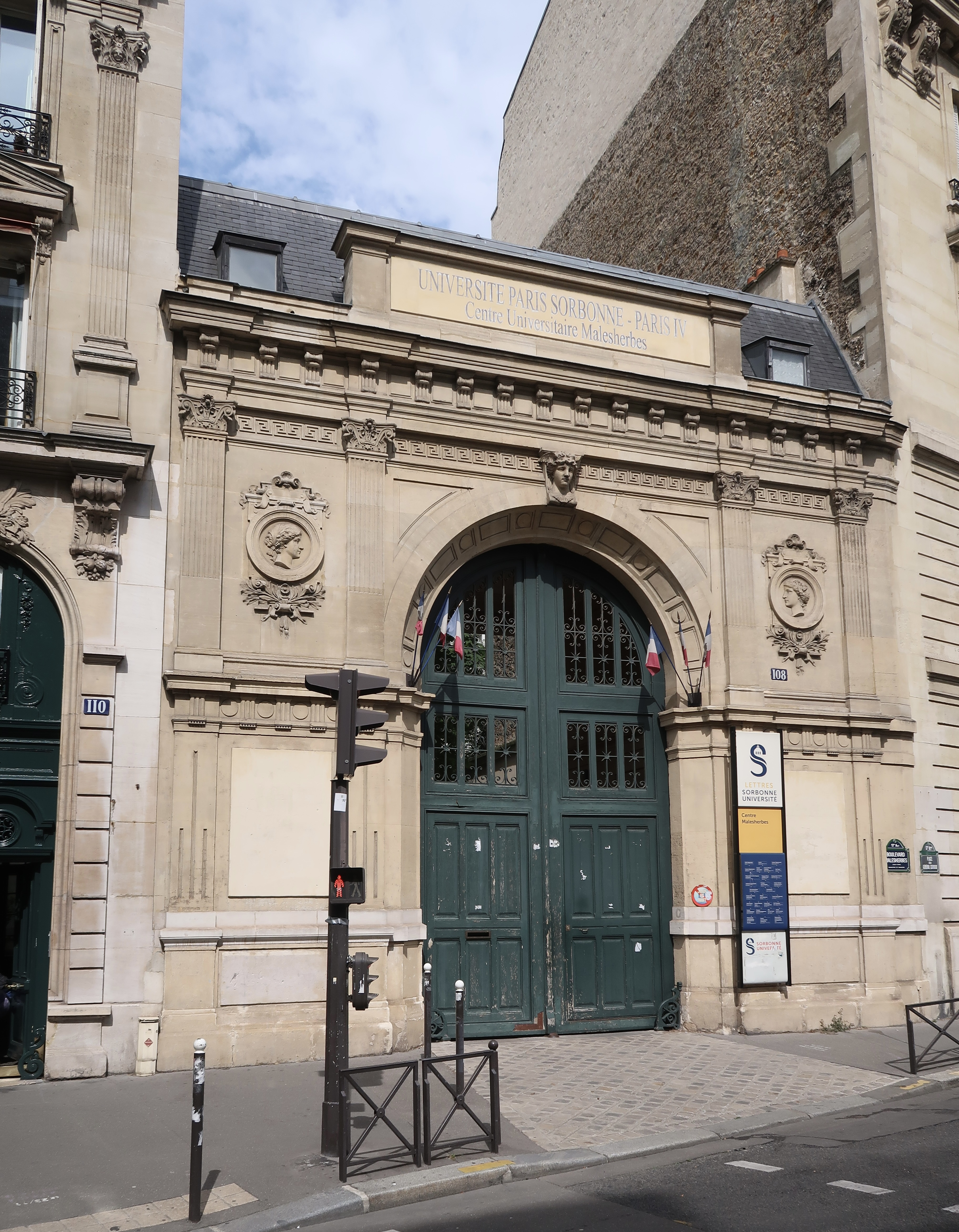
Le campus Malesherbes de la faculté des lettres.

L'enseignement et la recherche de la faculté se divisent entre plusieurs centres géographiques de Sorbonne Université :
- la Sorbonne, rue Victor-Cousin, 5e arrondissement ;
- la Maison de la recherche, rue Serpente 6e arrondissement avec notamment le laboratoire de géographie Espaces, Nature et Culture (ENeC), commune avec l'université Sorbonne Nouvelle[9].
- le centre Malesherbes (anciens locaux d'HEC Paris), boulevard Malesherbes, 17e arrondissement ;
- le centre Clignancourt, rue Francis-de-Croisset, 18e arrondissement ;
- l'Institut d'art et d'archéologie (Centre Michelet), 3, rue Michelet, 6e arrondissement ;
- l'Institut national d'histoire de l'art (INHA), 2e arrondissement ;
- l'Institut de Géographie et de l'Aménagement, Rue Saint-Jacques, 5e arrondissement ;
- l'Institut d’études ibériques, rue Gay-Lussac, 5e arrondissement ;
- Le centre d'études catalanes, rue Sainte-Croix-de-la-Bretonnerie, 4e arrondissement ;
- Le centre d'études slaves, rue Michelet, 6e arrondissement ;
- Le centre international d'études francophones, Paris IV, rue Victor Cousin, 5e arrondissement de Paris ;
- L'École des hautes études en sciences de l’information et de la communication (CELSA), rue de Villiers, Neuilly-sur-Seine ;
- l'Institut d'urbanisme et d'aménagement, rue Serpente, 6e arrondissement ;
- l'Institut national supérieur du professorat et de l'éducation de Paris, 16e arrondissement, dépend administrativement de Sorbonne Université.

## Enseignement et recherche
La faculté des lettres de Sorbonne Université propose quatre types de formations : 1° des licences, double-licences et masters ; 2° des certifications universitaires ; 3° des stages courts ; et 4° des cycles de conférences.
La faculté des lettres compte 2 écoles, 18 unités de formation et de recherche (UFR) regroupés en 6 pôles :
- l'UFR en « Arts » (Archéologie ; Histoire de l’art ; Musicologie)
- l'UFR en « Langues » (plus de 25 langues : allemande, anglaise, arabe, bosniaque, catalane, chinoise, croate, danoise, espagnole, française comme langue étrangère (FLE), finnoise, hébraïque, hongroise, islandaise, italienne, monténégrine, néerlandaise, norvégienne, polonaise, portugaise, russe, serbe, suédoise, tchèque, yiddish)
- l'UFR en « Lettres » (Langue française ; Littérature française et comparée ; Sciences du langage ; Grec ancien et moderne ; Latin)
- l'UFR en « Sciences humaines et sociales » (Aménagement ; Environnement ; Géographie ; Histoire ; Informatique pour les sciences humaines ; Philosophie ; Sociologie ; Urbanisme)
- l'École des hautes études en sciences de l'information et de la communication – CELSA ;
- l’Institut national supérieur du professorat et de l'éducation (INSPÉ) de l’académie de Paris.

La faculté compte 32 unités de recherche ainsi que 7 écoles doctorales. Une partie des activités de recherche, des écoles doctorales ainsi que des Presses de Sorbonne Université a lieu au sein de la Maison de la recherche de Paris, commune avec l'université Sorbonne Nouvelle.
La faculté des lettres dispose de six bibliothèques universitaires pour ses étudiants et étudiantes, réparties sur différents campus.

## Écoles internes

### Information et communication (CELSA)
Le CELSA, ou École des hautes études en sciences de l'information et de la communication, dispose du statut d’école interne de la Faculté des Lettres au sein de Sorbonne Université. 
Grande école reconnue par la Conférence des grandes écoles (CGE), le CELSA propose des formations de niveau licence et master dans les domaines du journalisme, de la communication, des médias et des formations à destination des enseignants.

### Enseignement et didactique (INSPÉ)
L’Institut national supérieur du professorat et de l'éducation (INSPÉ) de l’Académie de Paris accueille en formation initiale les étudiantes et étudiants se destinant aux métiers du professorat et de l’éducation. L'INSPÉ propose des formations qui sont dispensées par des équipes pédagogiques plurielles de professionnels de l’éducation. Les cours se déroulent sur les trois sites de l'établissement (Molitor, Batignolles et Boursault).

## Sorbonne Université Abu Dhabi
Sorbonne Université Abou Dabi (SUAD) est une université implantée dans la capitale des Émirats arabes unis. La Faculté des lettres de Sorbonne Université délivre la plupart des diplômes et enseignements pour les lettres, les langues et les sciences humaines. Les enseignants de Paris vont sur place pour dispenser les programmes qui correspondent au cursus de la Faculté des lettres de la Sorbonne.

## Enseignants célèbres
- Reynald Abad, histoire de la France, XVIIe-XVIIIe siècles, prix Guizot de l'Académie française (2003).
- Jean Baechler, sociologie historique, membre de l'Académie des sciences morales et politiques depuis 1999.
- Dominique Barbéris, romancière, littérature française.
- Yves-Marie Bercé, histoire des révoltes à l'époque moderne, prix Madeleine Laurain-Portemer de l'Académie des sciences morales (1998) et membre de cette dernière (2007).
- Janine Chanteur, philosophe, prix Biguet de l'Académie française.
- Jean-Claude Cheynet, histoire byzantine, Collège de France.
- Antoine Compagnon, littérature française, professeur au Collège de France.
- Philippe Contamine, histoire médiévale, membre de l'Académie des inscriptions et belles-lettres.
- Denis Crouzet, histoire de la Renaissance, prix Madeleine Laurain-Portemer de l'Académie des sciences morales (2008).
- Claire de Oliveira, traductrice, membre de l'Académie allemande pour la langue et la littérature.
- Marc Fumaroli, membre de l'Académie française, et enseignant au Collège de France.
- Jean Favier, histoire médiévale, membre de l'Académie des inscriptions et belles-lettres, président de la Commission française pour l'UNESCO.
- Jean Girardon (d), aménagement, maire de Mont Saint-Vincent.
- Nicolas Grimal, égyptologie, Prix Gaston Maspero de l'Académie des inscriptions et belles-lettres et membre de cette dernière, Prix Diane Potier-Boes de l'Académie française.
- Claude Lecouteux, littérature médiévale allemande, prix Strasbourg de l'Académie française.
- Jean-Luc Marion, philosophie, membre de l'Académie française depuis 2008.
- Hélène Miard-Delacroix, germaniste et historienne française, spécialiste de l'histoire de l’Allemagne et des relations franco-allemandes, prix Maurice Baumont de l'Académie des sciences morales et politiques.
- François Moureau, littérature française du XVIIIe siècle, directeur des Presses de l'université Paris-Sorbonne (PUPS).
- Danièle Pistone, musicologue, membre correspondant de l'Académie des beaux-arts.
- Jean-Robert Pitte, géographie, membre de l’Académie des sciences morales et politiques depuis le 2008.
- Frédéric Regard, littérature britannique, spécialiste des études de genre en France.
- Jean-Yves Tadié, littérature française, grand prix de l'Académie française.
- Jacques Thuillier, Institut d'art et d'archéologie, professeur au Collège de France.
- Jean Tulard, histoire du Premier Empire, membre de l’Académie des sciences morales et politiques.

## Doyens
- 2018-2021 : Alain Tallon, historien
- depuis 2021 : Béatrice Perez, hispaniste[14]